# 303. Infanterie-Division (Deutsches Kaiserreich)
Die 303. Infanterie-Division war ein Großverband des Deutschen Heeres im Ersten Weltkrieg.

## Geschichte
Der Großverband wurde ursprünglich aus dem Divisions-Kommando 303 gebildet und im September 1917 als 303. Infanterie-Division etatisiert. Mit Ausnahme des An- und Abmarsches war sie ausschließlich auf dem rumänischen Kriegsschauplatz eingesetzt.

### Gefechtskalender

#### 1917
- 26. Juli bis 9. Dezember – Stellungskrieg in der Moldau im Bereich der Flüsse Sereth und Sușita
  - 6. August bis 3. September – Durchbruchsschlacht an der Putna und Sușita
- ab 10. Dezember – Waffenstillstand an der rumänischen Front

#### 1918
- bis 7. Mai – Waffenstillstand an der rumänischen Front
- 7. Mai bis 11. November – Okkupation von Rumänien
- ab 12. November – Rückmarsch der Heeresgruppe Mackensen vom Balkan durch Ungarn

#### 1919
- bis 4. Januar – Rückmarsch der Heeresgruppe Mackensen vom Balkan durch Ungarn

### Kriegsgliederung vom 20. Februar 1918
- 1. Kavallerie-Brigade
  - Landsturm-Bataillon I. 25, bayr. I 25, bayr. I. 26, XI. 35, XIX. 27.
- 33. Kavallerie-Brigade
  - Landsturm-Bataillon III. 50, III. 51, XVII. 12, XVIII. 54, XX. 22
  - Divisions-Nachrichten-Kommandeur Nr. 303

## Kommandeure
| Dienstgrad      | Name            | Datum                              |
| --------------- | --------------- | ---------------------------------- |
| Generalleutnant | Karl Kreyenberg | 26. September 1917 bis Januar 1918 |
| Oberst          | Erich Böhme     | August 1918 bis Januar 1919        |